# 大礒正美
大礒 正美（おおいそ まさよし、1943年3月 - ）は、日本の国際政治学者、元・静岡県立大学教授。

## 経歴・人物
東京府本郷生まれ。1966年に早稲田大学商学部を卒業、1968年に同大学院修士課程を修了した後、フルブライト留学生としてジョージタウン大学に留学し、1972年まで大学院博士課程に学ぶ。
1972年に野村総合研究所に入社し、以降は主任研究員、国際情報室長などを歴任し1978年にはシンクタンクの立場から野村総研が提唱した「総合安全保障戦略」に深く関わった。
1991年に静岡県立大学国際関係学部教授に転じ、国際政治学、現代アメリカ論などを講じ、またテレビ出演などを数多く行った。大礒も、同大学では知名度の高い有名教授のひとりとされていた。2008年に同大学を定年退職した。
韓国起源説について「何でもかんでもこじつけてしまうわけです。特に日本を見下し、何を言ってもいい、という感覚がある。韓国国民が起源説を信じているというよりは、ワーワー言うのが楽しいという感じ。それにメディアが乗っかって話を大きくするわけです」と述べている。

## おもなテレビ出演番組
- テレビ朝日『サンデープロジェクト』『スーパーモーニング』
- 静岡放送『モーニングダイアル』

## おもな著書

### 単著
- 「大学」は、ご臨終。、徳間書店、1996年
- 大磯正美のよむ地球きる世界 日本はどうなる編、彩雲出版（彩ブックス）、2006年

### 共編著
- （島村史郎との共編著）米ソの鎧とアキレス腱：野村総合研究所<専門家フォーラム>報告、野村総合研究所、1983年

### 共訳書
- （上野明ほかとの共訳）ハーマン・カーン/トマス・ペッパー 共著、それでも日本は成長する、サイマル出版会、1978年